# Toyota Sera
El Toyota Sera (designación del modelo: EXY10) es un automóvil compacto deportivo con carrocería cupé de dos puertas de ala de mariposa y cuatro asientos que fue construido por Toyota desde 1990 hasta finales de 1995. Se comenzó a producir para el mercado japonés, despertó el interés en el extranjero y desde entonces ha sido importado por los entusiastas del automóvil en varios países; llegó al Reino Unido, Canadá, India, Nueva Zelanda, Sudáfrica y a muchos otros países del mundo.

## Historia
Producido entre 1990 y 1995, fue creado en base al "Toyota AXV-II" y es el único vehículo Toyota que tiene puertas tipo mariposa (se inclinan hacia arriba y hacia adelante). Además destaca en su diseño el techo de vidrio. 
El nombre Sera deriva del verbo francés ser (tiempo futuro), y hace alusión al diseño futurista del modelo.

## Mecánica
Todos los vehículos fueron montados con un motor de cuatro cilindros en línea 5E-FHE ubicado transversalmente de 1500 cc con una potencia de 110 HP (112 CV; 82 kW), y tenían la opción de una caja automática de 4 velocidades o una caja de cambios manual de 5 velocidades, con transmisión delantera.
Contaban con freno de disco delantero y frenos de tambor para las ruedas traseras.